# Erkin Gadirli
Erkin Gadirli est un homme politique azéri, membre de VI législature de l'Assemblée nationale d'Azerbaïdjan.

## Biographie
Erkin Gadirli est né à Bakou le 13 mai 1972.
Il parle anglais er russe.

## Carrière
De 1994 à 2006, Erkin Gadirli a travaillé comme professeur à la faculté de droit de l'université d'État de Bakou. Il a travaillé comme expert dans des organisations telles que le Mouvement international de la Croix-Rouge et du Croissant-Rouge, l'ONU, le Conseil de l'Europe, l'OSCE, ainsi que dans un certain nombre de projets et groupes de travail nationaux et internationaux.